# Ambasciata d'Italia a Brazzaville
L'ambasciata d'Italia a Brazzaville è la missione diplomatica della Repubblica Italiana nella Repubblica del Congo.
La sede è a Brazzaville, al numero 2 di Avenue Auxence Ickonga.

## Altre sedi diplomatiche d'Italia nella Repubblica del Congo
L'Italia possiede anche un consolato onorario a Pointe-Noire.